# Robert Planel
Robert Planel (* 2. Januar 1908 in Montélimar; † 25. Mai 1994 in Paris) war ein französischer Komponist.
Der Sohn des Komponisten und Gründers der Musikschule von Montélimar Alphonse Planel (1869–1947) erhielt von 1914 bis 1918 Violinunterricht beim ersten Geiger der Opéra de Paris, M. René Chédécal. Von 1922 bis 1933 studierte er am Conservatoire de Paris Violine bei Firmin Touche, Harmonielehre bei Jean Gallon, Kontrapunkt bei Georges Caussade und Komposition bei Henri Busser und Paul Vidal. 1933 gewann er den Prix de Rome und arbeitete von 1934 bis 1936 in der Villa Medici. Als Generalinspekteur der Stadt Paris widmete er sich nach 1945 besonders der Förderung der musikalischen Ausbildung. Von 1972 bis 1974 gehörte er zu den Mitbegründern der Städtischen Konservatorien von Paris und der Region Paris.

## Werke
- Andante et scherzo, 1931
- Streichquartett, 1932
- Idylle funambulesque, Kantate, 1933
- La Mare, 1933
- Les Biches für Sopran und drei Frauenstimmen, 1934
- Quatre mélodies, 1935
- Caprice, Concertino für Cello und Klavier mit Orchester, 1937
- Divertissement choréographique für Orchester, 1937
- Psalm für Tenor, gemischten Chor, Orgel und Orchester, 1937
- Burlesque für vier Saxophone, 1939
- Suite Romantique für Altsaxophon und Klavier, 1944
- Trois pièces de ballet, 1946
- Sérénade à Bettine auf ein Gedicht von Alfred de Musset, 1946
- Parade für Orchester, 1953
- Giboulin und Giboulette, musikalische Erzählung, 1958
- Caprice, 1958
- Prélude et danse für Oboe und Klavier, 1961
- Fantaisie für Viola und Klavier, 1963
- Konzert für Trompete und Streichorchester, 1966
- Epythalame für Orgel, 1970
- Präludium, Arie und Finale für Orgel, 1982
- Viennoiseries für zwei Klaviere zu vier Händen, 1988
- Slow für Flöte und Klavier, 1993
- Vocalise für Klarinette und Klavier, 1994

| Personendaten    | Personendaten           |
| ---------------- | ----------------------- |
| NAME             | Planel, Robert          |
| KURZBESCHREIBUNG | französischer Komponist |
| GEBURTSDATUM     | 2. Januar 1908          |
| GEBURTSORT       | Montélimar              |
| STERBEDATUM      | 25. Mai 1994            |
| STERBEORT        | Paris                   |